# 静冈福祉大学短期大学部
静冈福祉大学短期大学部（日语：／ Shizuoka Fukushi Daigaku  Tankidaigakubu *）是過去一所位于日本静冈县烧津市的私立短期大学。前静冈精华短期大学（日语：／ Shizuoka Seika Tankidaigaku *）。

## 概要

### 简介
- 源流成立于1903年[1]短期大学为于1992年开办[1]、由学校法人静冈精华学园、开始招収男学生从1997年。招生到于2008年、停办于2010年。

### 历史
- 1992年 静冈精华短期大学成立并同时设置两个学科即商学科、国际文化学科[2][1]。
- 1997年 开始招収男学生于商学科。
- 1997年 开始招収男学生于国际文化学科。
- 2001年 国际文化学科招生最后、次年停止招生（正式停办于2003年3月31日[2]）。
- 2002年 护理福利学科成立[1]。
- 2003年 改名为静冈福祉情报短期大学、商学科改编为商务信息学科（今年招生最后、正式停办于2005年9月30日[2]）[1]。
- 2004年 改名为静冈福祉大学短期大学部[1]。
- 2008年 短期大学招生最后、次年停止招生[2]。
- 2010年 停办[1]。

## 学校环境
- 校区：在静冈县烧津市[注 1]

## 历任校长
- 安井稔：第一代短期大学校长[3]。

## 组织

### 学科
- 商务信息学科[注 2]
- 国际文化学科[注 3]
- 护理福利学科

### 专科
| - 没有 |

### 业余课程
| - 没有 |

## 相关链接
- 日本短期大学列表